# パラヴェーン作戦
パラヴェーン作戦 (Operation Paravane) は、第二次世界大戦中のイギリス軍空母搭載機によるドイツ戦艦ティルピッツに対する航空攻撃作戦。1944年9月15日にイギリス空軍により実行された。超大型爆弾トールボーイを搭載したランカスター爆撃機がソ連領内より発進し攻撃をおこないティルピッツを大破させ運用不能にまで追い込んだ。

## 背景
独ソ戦の開始後、ノルウェーの北の海域ではソ連に支援物資を運ぶ連合国の船団が運航されていた。ノルウェー北部に配備されていたティルピッツは、この船団にとって脅威であり、イギリス軍は度々ティルピッツに対し攻撃をおこなった。だが、1943年9月のX艇を使用した爆破作戦（ソース作戦）や、1944年4月の空母艦上機による攻撃（タングステン作戦）でティルピッツに損害を与えてはいたが、撃沈には至っていなかった。そこで次はソーミュール鉄道トンネルやフランスのUボート基地など、地下や頑丈に防衛された拠点への攻撃で成果を上げたトールボーイによる攻撃が計画された。

## 作戦内容
この作戦には第9爆撃中隊と第617爆撃中隊が参加した。当時ティルピッツのいたコーフィヨルドはイギリスからは攻撃圏外であった。そこで、まずソ連領内のヤゴドニスクへ向かい、そこで燃料補給の後ティルピッツ攻撃をおこなうこととされた。また、帰路もヤゴドニスク経由でイギリスに戻ることになっていた。

## 経過
1944年9月11日、第9爆撃中隊と第617爆撃中隊のランカスター38機と資材輸送のB-24が2機、写真撮影に当たるランカスター1機がヤゴドニスクへ向けてイギリスから発進した。この内第9中隊のランカスター1機が途中で引き返した。残りの機はノルウェー、スウェーデン、フィンランド上空を通過し、ヤゴドニスクへ向かったが、ヤゴドニスクが雲に覆われていたことでそこにたどり着けない機が続出した。結局ランカスター6機が失われた。しかし、人的被害はなかった。
9月15日、ヤゴドニスクから28機のランカスターが発進し爆撃をおこなった。28機中トールボーイを搭載していたのは21機であり、残りは機雷などを搭載していた。爆撃時ティルピッツが煙幕に覆われたため爆撃できず、トールボーイを搭載したまま帰還した機もあった。戦闘中にランカスターには損害はなかったが、イギリスへの帰路に1機が墜落した。

## 結果
ティルピッツにはトールボーイ1発が命中した。爆弾は右舷前部に命中して大穴を開け、爆発の衝撃で艦全体に被害が生じた。全速航行が不可能になり完全な修理も不可能と判定されたティルピッツは、ついに戦闘艦としての運用を放棄され、トロムソ付近の浅瀬へ移り、そこで浮き砲台となる準備に入った。
イギリス軍はこの後も攻撃を実行し、1944年11月のカテキズム作戦で完全な撃沈に成功した。